# Maoussa
Maoussa là một đô thị thuộc tỉnh Mascara, Algérie. Dân số thời điểm năm 2002 là 18.104 người.